# President van Georgië
De president van Georgië (Georgisch: საქართველოს პრეზიდენტი, sakartvelos prezidenti) is het staatshoofd van Georgië en de opperbevelhebber van de Georgische strijdkrachten. De uitvoerende macht ligt bij de regering en premier, die de regeringsleider is. De presidentiële functie ontstond na de onafhankelijkheidsverklaring van de Sovjet-Unie in april 1991 en kent een termijn van vijf jaar. 
Sinds 29 december 2024 is Micheil Kavelasjvili de zesde president van Georgië, nadat hij door een kiescollege was aangewezen als enige kandidaat. Het was de eerste keer dat er in Georgië geen directe presidentsverkiezing was. Kavelasjvili's presidentschap werd niet erkend door de oppositie en zijn voorganger Salome Zoerabisjvili als gevolg van de betwiste parlementsverkiezingen in oktober 2024. Zoerabisjvili beschouwde zich ook na 29 december 2024 als legitieme president van Georgië.

## Bevoegdheden en taken
De president van Georgië is het staatshoofd van Georgië, de opperbevelhebber van de strijdkrachten en is de hoogste vertegenwoordiger van Georgië in buitenlandse betrekkingen. De president zorgt voor de eenheid en territoriale integriteit van het land en houdt toezicht op de activiteiten van de overheidsorganen, die in overeenstemming moeten zijn met de Grondwet. Met instemming van de regering onderhandelt de president met andere staten en internationale organisaties, en sluit internationale verdragen. Deze laatste taak wordt gedeeld met de premier.
Een door het parlement van Georgië aangenomen wet moet na de derde lezing (aanname door parlement) binnen 10 dagen aan de president worden voorgelegd. De president kan de wet ondertekenen en openbaar maken of deze binnen 2 weken met gemotiveerde opmerkingen terugsturen naar het parlement, een beperkt vetorecht. Als de opmerkingen worden aangenomen, wordt de definitieve versie van de wet binnen 5 dagen aan de president voorgelegd, die de wet binnen 5 dagen moet ondertekenen. Als de opmerkingen van de president worden afgewezen, wordt de oorspronkelijke versie van de wet in stemming gebracht in het parlement en, indien aangenomen, binnen 3 dagen aan de president voorgelegd voor ondertekening en openbaarmaking. Als de president dit niet doet, doet de voorzitter van het parlement dit nadat de deadline is verstreken.
De president van Georgië kan het parlement ontbinden als het niet binnen de gestelde termijn een nieuwe regering goedkeurt. Tevens schrijft de president verkiezingen uit. De president binnen tien dagen na de officiële bekendmaking van de verkiezingsresultaten voor het parlement de eerste vergadering bijeen voor de officiële inhuldiging.

## Verkiezing
Als gevolg van de grondwetswijziging op 20 oktober 2017 wordt de president van Georgië met ingang van de verkiezing in 2024 gekozen door een daartoe in te stellen kiescollege bestaande uit 300 personen. Dit college bestaat uit alle leden van het parlement van Georgië, de hoogste vertegenwoordigende organen van de autonome republieken Adzjarië en Abchazië, alsmede vertegenwoordigers van de gemeenteraden, op partijbasis naar rato van de laatste uitslag van de gemeenteraadsverkiezingen.
Ten minste dertig leden van het kiescollege zijn vereist om een presidentskandidaat te nomineren voor het kiescollege. Dit kan tot de negende dag voor de verkiezing. Elk lid van het college heeft het recht om één kandidaat te nomineren en mag ook op één kandidaat stemmen. Er zijn 200 stemmen nodig om de president te kiezen. Als geen enkele kandidaat de benodigde 200 stemmen krijgt, wordt er een tweede ronde gehouden tussen de twee kandidaten met de meeste stemmen. In de tweede ronde is de winnaar degene met de meeste stemmen. Er geldt een quorum van meer dan de helft van het total aantal leden van het kiescollege.
De president wordt gekozen voor een termijn van vijf jaar met de mogelijkheid tot eenmalige herverkiezing. Iedere burger van Georgië die recht heeft om te stemmen, minimaal 40 jaar is en die ten minste 15 jaar in Georgië woont, komt in aanmerking om tot president gekozen te worden. De president van Georgië mag geen lid zijn van een politieke partij, geen andere functie hebben, of zich bezighouden met ondernemerschap, een salaris ontvangen of een andere vaste vergoeding krijgen.
Op 28 november 2018 werd Salome Zoerabisjvili als laatste volgens de nog geldende oude grondwet door middel van rechtstreekse verkiezingen gekozen tot president op basis van het algemene kiesrecht. Voor de transitie naar de nieuwe verkiezingsmethode vanaf 2024 werd die termijn eenmalig op zes jaar gezet.

## Afzetting
De president kan door het parlement afgezet worden. Het initiatief tot deze procedure zal door minimaal een derde van het gehele parlement gesteund moeten worden. Vervolgens is er een tweederdemeerderheid nodig voor de uiteindelijke afzetting van de president. Tijdens een noodtoestand of een staat van beleg is afzetting niet mogelijk.
In 2023 werd voor het eerst in de Georgische politieke geschiedenis een afzettingsprocedure tegen de president door het parlement geïnitieerd. De afzetting van Salome Zoerabisjvili strandde in het parlement bij gebrek aan de vereiste tweederdemeerderheid, nadat het Grondwettelijk Hof oordeelde dat de president de grondwet had geschonden.

## Ambtseed
Op de derde zondag na de presidentverkiezingen vindt de inauguratie plaats. De president legt de eed af voor God en natie:

მე საქართველოს პრეზიდენტი, ღვთისა და ერის წინაშე ვაცხადებ, რომ დავიცავ საქართველოს კონსტიტუციას, ქვეყნის დამოუკიდებლობას, ერთიანობასა და განუყოფლობას, კეთილსინდისიერად აღვასრულებთ პრეზიდენტის მოვალეობას, ვიზრუნებ ჩემი ქვეყნის მოქალაქეთა უსაფრთხოებისა და კეთილდღეობისათვის, ჩემი ხალხის და მამულის აღორძინებისა და ძლევამოსილებისათვის!

Me, Sakartvelos prezidenti, Gvtisa da eris tsinasje vatschadeb, rom davitsav Sakartvelos konstitoetsias, kveqnis damoöekideblobas, ertjanobasa da ganoeqoplobas, ketilsindisiërad agvasroelebt prezidentis movaleobas, vizroeneb tsjemi kveqnis mokalaketa oesaprtchoëbisa da ketildgeobisatvis, tsjemi Chalchis da Manoelis agordzinebisa da dzevamosilebisatvis.

Ik, de president van Georgië, beloof plechtig voor God en mijn natie om de grondwet van Georgië en de onafhankelijkheid, eenheid en ondeelbaarheid van mijn land te verdedigen. Ik zal eerlijk mijn functie als president vervullen. Ik zal het welzijn en de veiligheid van mijn mensen beschermen en zal zorgen voor de wederopleving en macht van mijn Natie en Vaderland. 

## Presidentiële vlag

Standaard van de president.

In juli 2020 werd een nieuwe presidentiële standaard van Georgië aangenomen. Het is een witte vierkante vlag met een rood kader. Dit kader heeft rondom een smalle geeloranje baan en aan de binnenzijde een rode gekartelde rand. In het witte vlak in het midden van de vlag staat op een rood schild het staatswapen van Georgië afgebeeld dat Sint-Joris portretteert als ruiter met een gouden aureool, die een draak met een lans spiest. Op de bovenzijde van de lans staat een kruis. 
De standaard grijpt terug op de vlag van de regeringsvoorzitter van de Democratische Republiek Georgië (1918-1921) en kwam tot stand nadat in 2019 een nieuwe wet omtrent de nationale heraldiek inging voor een uniform heraldisch beleid. Volgens de Staatsraad voor Heraldiek is dit de eerste presidentiële standaard van Georgië die de goedkeuring kreeg van de heraldische autoriteit. Eerder gebruikte standaarden sinds 2004 benadrukten de rol als opperbevelhebber van de strijdkrachten te veel of waren in strijd met de heraldische regels.

## Huisvesting

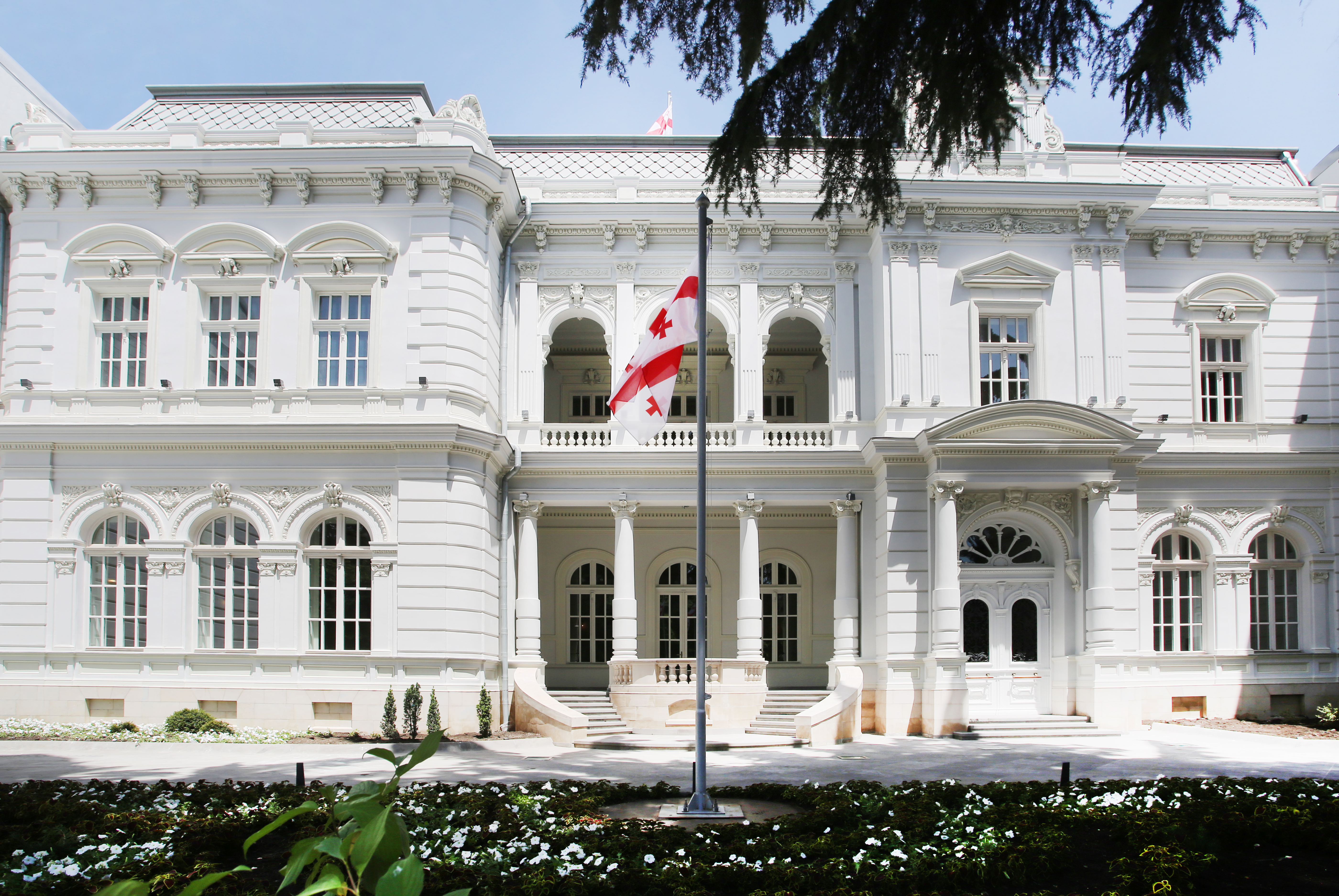
Orbelianipaleis, residentie van de president.

Sinds het presidentschap van Salome Zoerabisjvili is de huisvesting in het Orbelianipaleis, in de Atonelistraat in het centrum van Tbilisi. Het gebouw is een 19e-eeuwse herbouw van een 18e-eeuws landhuis op deze plek dat oorspronkelijk van de adellijke Orbeliani en Batiasjvili families was. In de periode 2009-2018 was de residentie in het presidentiële Avlabaripaleis, tegenwoordig het Ceremonieel Staatspaleis, aan de overkant van de rivier Mtkvari, dat in juli 2009 geopend was door president Micheil Saakasjvili na een grote en dure verbouwing.
Meteen nadat de Georgische Droom in 2012 aan de macht kwam probeerden zij de presidentiële residentie te verplaatsen naar het Orbelianipaleis. De opvolger van Saakasjvili in 2013, Giorgi Margvelasjvili, weigerde echter hiernaartoe te verhuizen toen dit opgeleverd was na een grote renovatie. Zijn opvolger Zoerabisjvili, die een gebrouilleerd verleden had met Saakasjvili, wilde daarentegen per se niet resideren in het Avlabaripaleis, dat te veel symbool stond voor Saakasjvili, en zij verhuisde meteen na de overdracht naar Orbeliani.

## Presidenten
De Georgië koos op 26 mei 1991 de eerste president, namelijk Zviad Gamsachoerdia die tevens de laatste leider van de Georgische Sovjetrepubliek was. Na een bloedige staatsgreep negen maanden later verviel het presidentschap voor drie jaar. Edoeard Sjevardnadze werd in oktober 1992 in een directe verkiezing door de burgers van Georgië tot voorzitter van het parlement gekozen, en werd door het parlement tot staatshoofd benoemd.
Het presidentschap werd met een nieuwe grondwet in 1995 heringevoerd. De parlementsvoorzitter is wettelijk de plaatsvervanger voor de president, een situatie die sinds 1995 tweemaal van toepassing is geweest. Zowel in 2003 na de Rozenrevolutie als in 2007 na het vroegtijdig aftreden van Micheil Saakasjvili werd parlementsvoorzitter Nino Boerdzjanadze waarnemend president en staatshoofd.
| # | Leider                                                                             | Leider                               | Ambtstermijn     | Ambtstermijn     | Partij                       | Opmerking                                                                       |
| - | ---------------------------------------------------------------------------------- | ------------------------------------ | ---------------- | ---------------- | ---------------------------- | ------------------------------------------------------------------------------- |
| 1 |                                                                                    | Zviad Gamsachoerdia (1939-1993)      | 14 april 1991    | 6 januari 1992   | Ronde Tafel — Vrij Georgië   | Afgezet                                                                         |
|   | Geen president 1992 - 1995, Edoeard Sjevardnadze staatshoofd vanaf 6 november 1992 |                                      |                  |                  |                              |                                                                                 |
| 2 |                                                                                    | Edoeard Sjevardnadze (1928-2014)     | 26 november 1995 | 23 november 2003 | Burgerunie                   | Herkozen in 2000                                                                |
|   |                                                                                    | Nino Boerdzjanadze (1964) waarnemend | 22 november 2003 | 25 januari 2004  | Boerdzjanadze - Democraten   | Na Rozenrevolutie en aftreden Sjevardnadze waarnemend president.                |
| 3 |                                                                                    | Micheil Saakasjvili (1967)           | 25 januari 2004  | 25 november 2007 | Verenigde Nationale Beweging | Vervroegde verkiezingen uitgeschreven. Nino Boerdzjanadze waarnemend president. |
| 3 | 20 januari 2008                                                                    | Micheil Saakasjvili (1967)           | 17 november 2013 |                  | Verenigde Nationale Beweging |                                                                                 |
| 4 |                                                                                    | Giorgi Margvelasjvili (1969)         | 17 november 2013 | 16 december 2018 | Partijloos                   | Formeel partijloos, gesteund door Georgische Droom                              |
| 5 |                                                                                    | Salome Zoerabisjvili (1952)          | 16 december 2018 | 29 december 2024 | Partijloos                   | Formeel partijloos, gesteund door Georgische Droom                              |
| 6 |                                                                                    | Micheil Kavelasjvili (1971)          | 29 december 2024 |                  | Volkskracht                  | Genomineerd door Georgische Droom                                               |